# NGC 1213
NGC 1213 je galaksija u zviježđu Perzej.

## Vanjske poveznice
- SEDS: NGC 1213